# ملیکای کوچک
ملیکای کوچک (نام علمی: Melica minor) نام یک گونه از سرده ملیکا است.